# الاتصالات السلكية واللاسلكية في الإكوادور

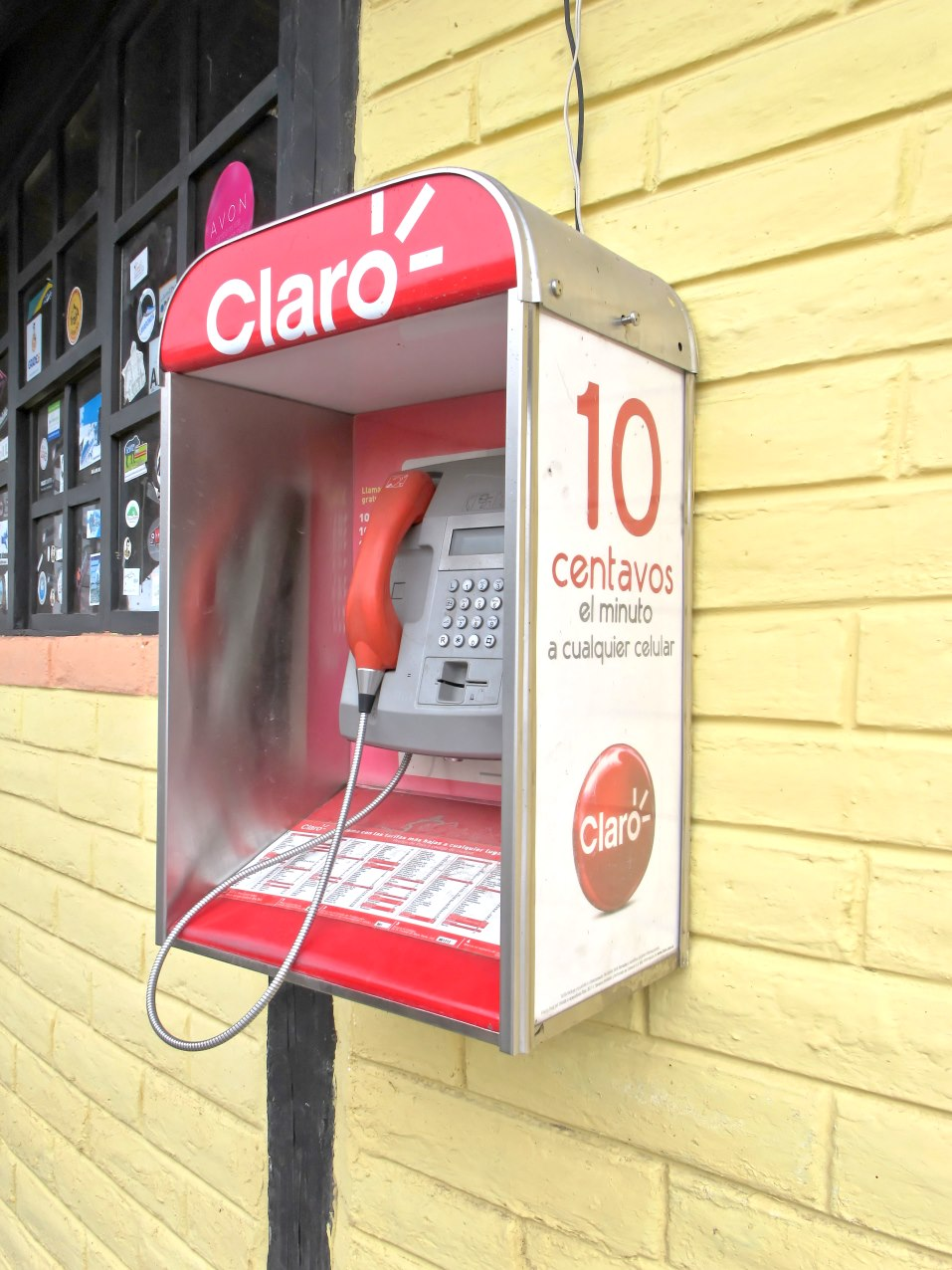
الإكوادور (صندوق الهاتف)

الاتصالات السلكية واللاسلكية في إكوادور تشمل الهاتف، والإذاعة، والتلفزيون، والإنترنت.

## الهواتف
- الخطوط الثابتة: 2.2 مليون، المرتبة 56 عالمياً، أي 15 لكل 100٠ شخص (2011).
- الهاتف الخلوي المحمول: يصل إلى 15.3 مليون مشترك، المرتبة 55 عالمياً، أي 100 لكل 100 شخص (2011).
- رمز البلد الدولي:593.
- نظام الإنترنت:
- التقدير العام: ارتفعت خدمة الخط الثابت الأولي، ولكن على نحو متزايد.
- الخدمات المحلية: هي خدمات الخطوط الثابتة (المنزلية) التي يقدمها العديد من شركات الاتصالات؛ وتزايد عدد الأشخاص الذين يستخدمون الهاتف المحمول.
- الدولي: وهناك نقاط الهبوط للكابلات البحرية من طراز PAN-AM أمريكا الجنوبية التي توفر وصلات للساحل الغربي لأمريكا الجنوبية، وبنما، وكولومبيا، وفنزويلا، وتمتد إلى أوروبا وجزر فرجن التابع للولايات المتحدة في منطقة البحر الكاريبي، المحطة الأرضية للأقمار الصناعية - 1 إنتلسات (المحيط الأطلسي) (2011).

ان شبكات الهاتف المحمول متعددة وتشمل شبكة GSM 850 ميغاهرتز (الأكبر) وكذلك شبكة CDMA (لمالكها بيل ساوث سابقاً، قبل أن تستحوذ عليها شركة تيليفونيكا الإسبانية التي أعادت تنظيم موفيستار)، TDMA63. وشركة CNT هي الشركة المملوكة للدولة وتستخدم CDMA.

## الإذاعة والتلفاز
تمتلك الإكوادور العديد من شبكة التلفزيون والقنوات المحلية، ناهيك عن ٣٠٠ من محطات الراديو. القطاع الخاص يستحوذ على اغلب هذه المحطات. وتسيطر الحكومة على 5 محطات تلفزيونية والمزيد من المحطات الإذاعية. ويشترط القانون على المذيعين إعطاء الحكومة وقت مجاني لبث البرامج التي تنتجها الدولة (2007).

### الراديو
- محطات البث الإذاعي: AM 279،FM 530 (بما في ذلك 349 جهاز إعادة الإرسال)، الموجة القصيرة 25 (2006).
- الإذاعات: 5 مليون (2001).

### التلفاز
- محطات البث التلفزيوني: 323 (لاسيما أجهزة إعادة الإرسال) (2005).
- التلفزيونات: 2.5 مليون (2001).

## الإنترنت
- مضيفوا الإنترنت: يصل عددهم 170,538 (2012).
- مستخدموا الإنترنت: 5.3مليون، بالمرتبة 56 في العالم (2012)، أي 35.1% من العدد السكاني، بالمرتبة 199 في العالم.
- شبكات النطاق الواسع: يصل عدد المشتركين بها إلى 825,732، وهذا يعني بالمرتبة 59 في العالم، أي ما يعادل 5.4 من سكان العالم (2012).
- شبكات الجوال واسعة النطاق: حيث وصل عدد المشتركين 3.4 مليون، بالمرتبة 48 عالمياً، أي ما يعادل 22.2% من سكان العالم، بالمرتبة 67 عالمياً (2012).
- رمز الإنترنت لدولة الإكوادور: ec

لدى الحكومة حملة مستمرة لزيادة الوصول إلى الإنترنت في جميع أنحاء البلاد، بهدف توسيع الاتصال  إلى 50% من المنازل بحلول عام 2015.
وتم إنشاء مراكز عامة للوصول إلى الإنترنت، المعروفة باسم Infocentros، في 377 (48٪) من الأبرشيات الريفية في الإكوادور 810، مع توقعات بنسبة 100٪ بحلول عام 2014.
كما أصبحت مقاهي الإنترنت أكثر انتشاراً من قبل.
ووفر الإنترنت خلال انتخابات فبراير (2013) منتدى للمرشحين في الوقت الفعلي لإطلاق المقترحات للرئاسة والجمعية الوطنية، وطلب الأصوات، ومناقشة القضايا، وزيادة نطاق حملاتهم الدعائية.
شبكات النطاق الواسع: (تستخدم عادة في المناطق الحضارية) وأتصالات الأقمار الصناعية (كثيراً ما تستخدم في المناطق الريفية)
-وخطط الاتصال الهاتفي. وفقا لتقديرات الصناعة، فإن ما بين 33% و 66% من مستخدمي الإنترنت لديهم سرعة شبكات النطاق الواسع بين 2 و3Mbit/s، بتكلفة تتراوح بين 20 و 25 دولارا في الشهر. وأشار مراقب الاتصالات السلكية واللاسلكية في مايو 2012 إلى أن المتوسط العام لسرعة الاتصال بالإنترنت في الإكوادور هو 128 كيلو بايت/ثانية، على الرغم من أن السرعات أقل في المناطق الريفية.

### الرقابة والمراقبة على الإنترنت
- في تقرير الحرية على شبكة الإنترنت لعام 2013، منح دار الحرية الإكوادور "الحرية على شبكة الإنترنت "مجاني وبشكل جزئي". لا يوجد حجب أو ترشيح واسع النطاق للمواقع في الإكوادور والوصول إلى المدونات ومنصات التواصل الاجتماعي مثل: فيسبوك، تويتر، ويوتيوب بشكل عام حر ومفتوح. وتوجد مصادر متنوعة للمعلومات الوطنية والدولية عن طريق الإنترنت. ولا يحظر الاتصال مجهول المصدر، والاتصالات المشفرة، واستخدام الأدوات الأمنية. أيضا لا توجد هناك قيود حكومية على الوصول للإنترنت أو تقارير موثوقة تفيد بأن الحكومة ترصد البريد الإلكتروني أو غرف الدردشة على الإنترنت.

وزيادة على ذلك، في 11 يوليو 2012، انشأت الحكومة لائحة جديده للإتصالات، اشتراط أن يفي مقدمو خدمات الإنترنت بجميع متطلبات المعلومات الواردة من مراقب الاتصالات، مما يسمح بالوصول إلى عناوين العملاء والمعلومات بدون أمر قضائي. وتنطبق قوانين التشهير الموحدة على المحتوى المنشور على الإنترنت. ووردت تقارير عن عدة محاولات لفرض رقابة على البيانات في أوقات اشتداد الحساسية السياسية، كما ادعت حالات الرقابة من خلال تنفيذ حقوق التأليف والنشر على نطاق واسع للغاية على المحتوى الذي ينتقد الحكومة. ورفعت دعاوى قضائية ضد مواقع الأخبار الرقمية لإبداء تعليقات تنتقد الحكومة.
وللإستفادة من الخدمات التي تقدمها المقهاهي الإلكترونية، سيطلب الأمين الاتصالات الوطني، SENATEL، من المستخدمون ان يسجلوا معلوماتهم التالية: الاسم الكامل، رقم الهاتف، رقم جواز السفر، رقم شهادة التصويت، البريد الإلكتروني الخاص بالمستخدم، وعنوان المنزل. كما في في يناير 2013، على سبيل المثال، استدعى الرئيس الكوري وزير الاستخبارات الوطني (SENAIN) للتحقيق مع اثنين من مستخدمي تويتر لنشرهم تعليقات مسيئة بحقه، وأرسل تحذيرا للآخرين بعدم نشر تعليقات تسيء للرئيس.
وبعد تلقي انتقادات من الحكومة، قام الموقع الإخباري «لا هورا» بتعليق قسم تعليقات القراء على موقعه على الإنترنت إلى إشعار آخر. وبناء على طلب الرئيس، تم إغلاق قسم التعليقات بالكامل. وواجهت الشركة ضغوطاً مماثلة فيما يتعلق بتعليقات قرائها، وأُعيق قسم التعليقات في نهاية المطاف بعد أن أرسل الرئيس الكوري رسالة شكوى. وعلى الرغم من وجود قيود غير رسمية على تنظيم الاحتجاجات عبر الإنترنت، يُذكِّر الرئيس بأن فعل الاحتجاج سيُفسّر على أنه «محاولة لزعزعة استقرار الحكومة» ولذلك قد أثنا البعض عن تنظيم هذه الاحتجاجات والمشاركة فيها. وتم إصدار «القانون الأساسي الجديد للاتصالات» في الإكوادور في يونيو 2013. ويقر القانون بالحق في الاتصال. ويتعين على شركات وسائط الإعلام جمع وتخزين معلومات المستخدمون.
ويحظر «الإعدام دون محاكمة»، والذي يبدو أنه سيمتد إلى أي اتهام بالفساد أو التحقيق مع موظف حكومي - أو حتى الموظفين المدعومين بأدلة. وتقع «المسؤولية الكبرى» على المواقع الشبكية عن أي محتوى تستضيفه، بما في ذلك المحتوى الذي يعده أي طرف ثالث. وأنشئ القانون هيئة تنظيمية جديدة لوسائط الإعلام تحظر نشر المعلومات «غير المتوازنة» وتمنع الصحافيين من غير المؤهلين بدرجات علمية تخصصية من النشر، وتحظر بشكل فعال الكثير من تقارير التحقيقات وصحافة المواطنين. وتخشى منظمات حقوق الإنسان أن يخنق القانون الجديد الأصوات النقدية في وسائط الإعلام، بسبب صياغته الغامضة، والعقوبات التعسفية، والتهديد بالعقوبات المدنية والجنائية.